# Agave pachycentra
Agave pachycentra är en sparrisväxtart som beskrevs av William Trelease. Agave pachycentra ingår i släktet Agave och familjen sparrisväxter. Inga underarter finns listade i Catalogue of Life.

## Bildgalleri

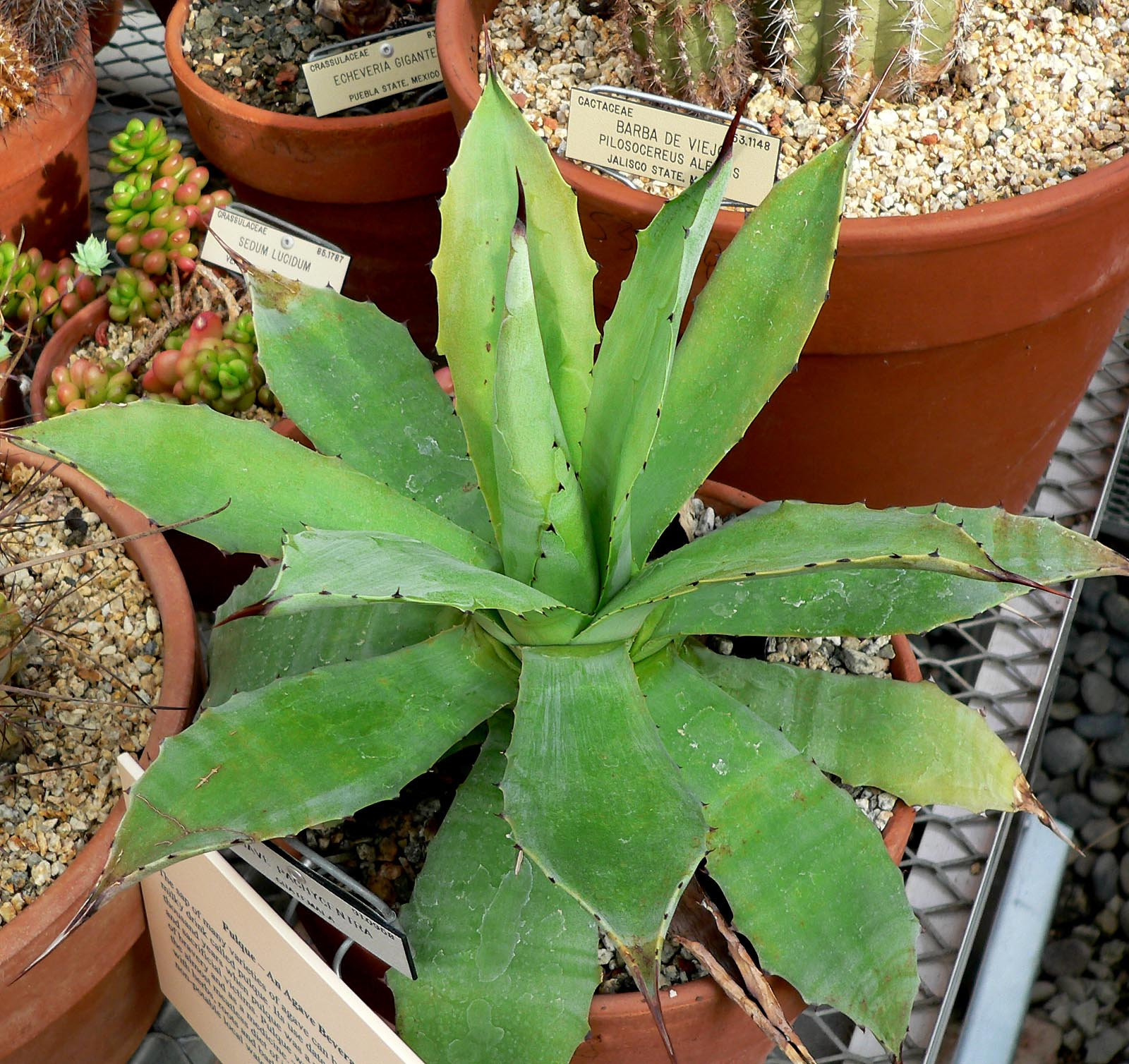
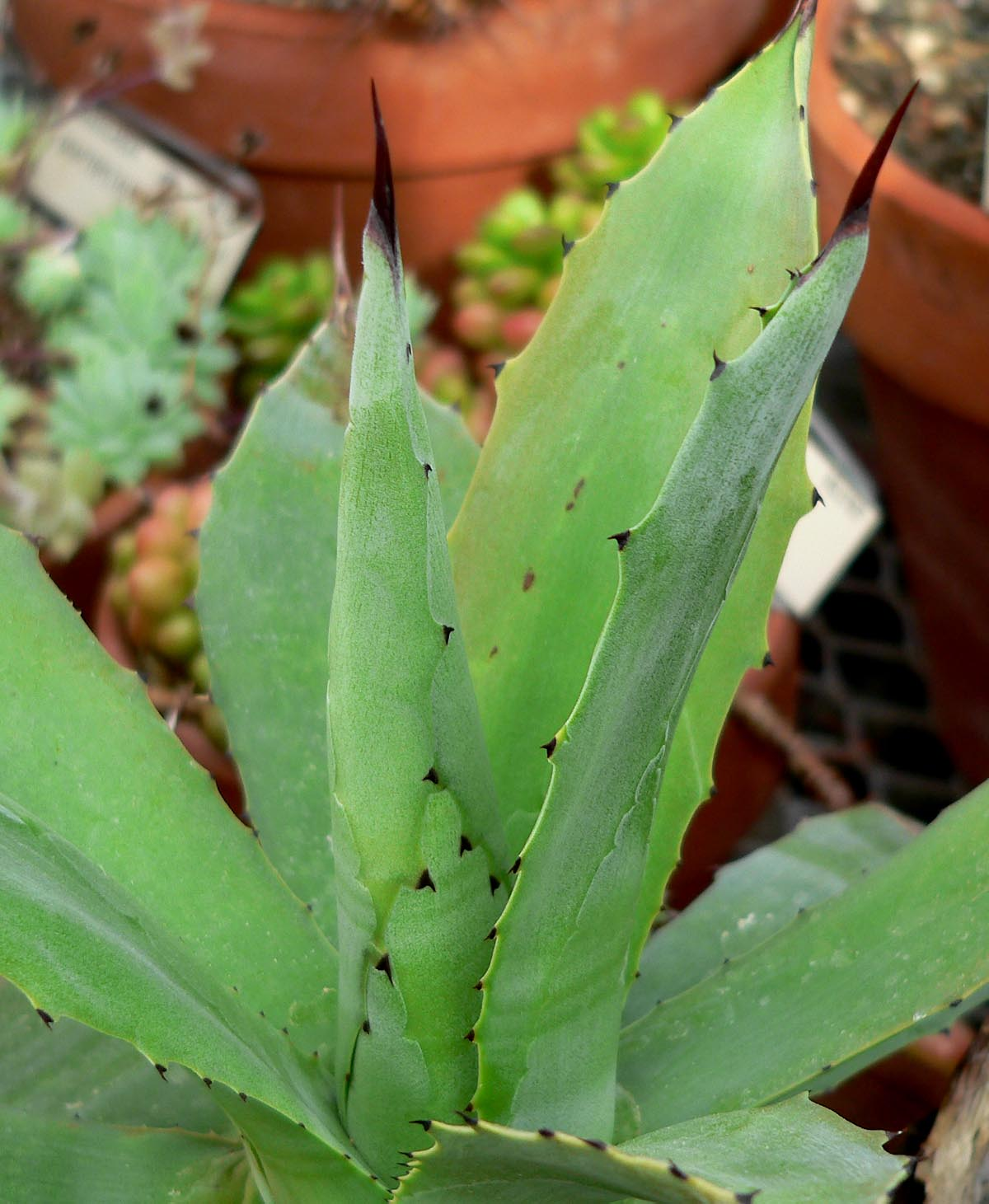